# Greta Garbo (konstverk)

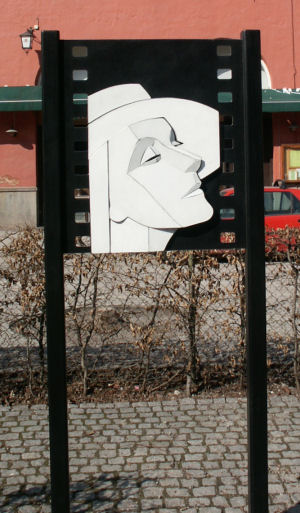
Greta Garbo av Thomas Qvarsebo

Greta Garbo är ett konstverk av Thomas Qvarsebo. Det står sedan 2005 på Greta Garbos torg i stadsdelen Södermalm i Stockholm.
Konstverket är ett minnesmärke över Greta Garbo och donerades till Stockholms stad den 18 september 2005, vad som skulle ha varit Greta Garbos 100-årsdag. En annan variant av denna skulptur finns på Filmstaden, Solna.

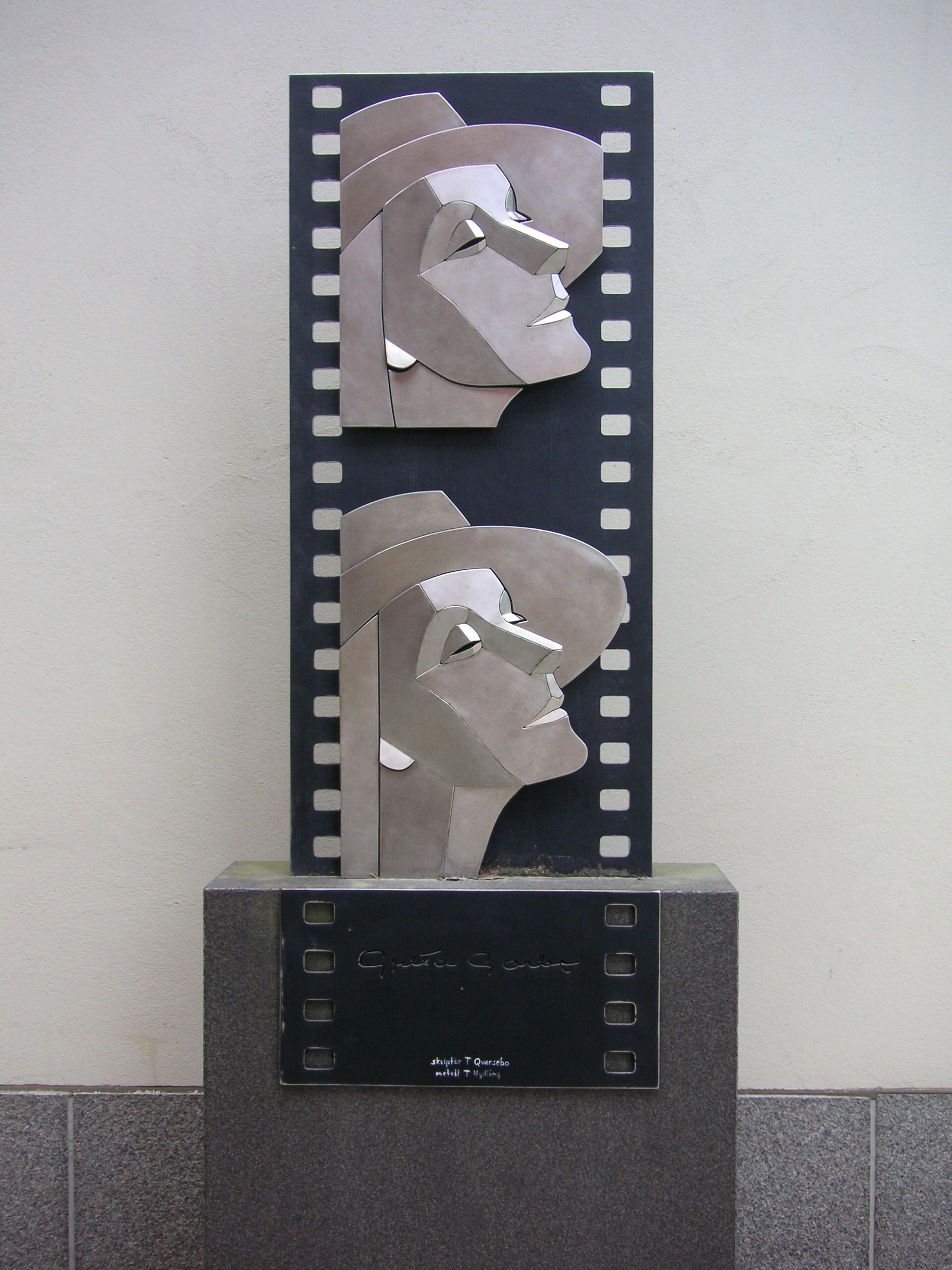
Greta Garbo i Filmstaden.